# Kevin Riehl
Kevin Riehl (* 5. September 1970 in Leader, Saskatchewan) ist ein ehemaliger kanadischer Eishockeyspieler, der unter anderem für den Iserlohner EC in der zweithöchsten deutschen Spielklasse aktiv war. Mit den Belfast Giants wurde er im Jahr 2003 Britischer Meister.

## Karriere
Kevin Riehls Weg ins Profieishockey führte über die Juniorenmannschaft Medicine Hat Tigers in der Western Hockey League (WHL), für die er in der Saison 1987/88 debütierte. Als er im Sommer 1992 in den Herrenbereich wechselte, war er mit 286 Partien Rekordspieler für das Team. Mit 199 Treffern führt der Center noch immer die Liste der Rekordtorschützen an (Stand April 2025). In der Saison 1991/92 war er mit 65 Toren der erfolgreichste Stürmer der Liga. 
Bereits beim NHL Entry Draft 1991 war Riehl in der elften Runde und an 231. Position von den New Jersey Devils ausgewählt worden. Er nahm an mehreren Trainingscamps der Devils teil, absolvierte im Verlauf seiner Karriere aber kein Spiel in der National Hockey League (NHL). Stattdessen führte sein Weg ab 1992 über die Birmingham Bulls und Raleigh IceCaps aus der East Coast Hockey League (ECHL) nach Europa.
Beim Iserlohner EC (IEC) in der zweitklassigen 1. Liga gelangen Riehl in der Saison 1995/96 genau 100 Scorerpunkte, darunter 48 Tore. Und auch in der folgenden Spielzeit 1996/97 war er Topscorer des IEC. Anschließend wechselte er in die Serie A, in der er jeweils eine Saison lang beim HC Alleghe und beim HC Milano Vipers aktiv war.
Ab 1999 spielte Riehl in der britischen Ice Hockey Superleague. Mit den Bracknell Bees wurde er in der Saison 1999/2000 Hauptrundensieger, schied aber in der ersten Playoff-Runde aus. Danach wechselte er gemeinsam mit Cheftrainer Dave Whistle zu den Belfast Giants. Mit den Nordiren gewann er in der Saison 2001/02 erneut die Hauptrunde, kam dann aber nicht über die Zwischenrunde der Playoffs hinaus. In der Spielzeit 2002/03 wurde er mit den Giants schließlich Britischer Meister.
Im Sommer 2003 kehrte Riehl nach Nordamerika zurück und absolvierte eine Saison bei den Bakersfield Condors in der ECHL. Mit einer weiteren Spielzeit beim HC Alleghe ließ er seine Karriere in der Spielzeit 2004/05 ausklingen.
Seit dem Ende seiner Spielerkarriere ist Riehl als Trainer im Nachwuchsbereich tätig.

## Erfolge und Auszeichnungen
- 1992 Torschützenkönig der Western Hockey League (WHL)
- 2000 BISL First All-Star-Team
- 2002 BISL First All-Star-Team
- 2003 Britischer Meister mit den Belfast Giants
- 2003 BISL Second All-Star-Team

## Karrierestatistik
(Legende zur Spielerstatistik: Sp oder GP = absolvierte Spiele; T oder G = erzielte Tore; V oder A = erzielte Assists; Pkt oder Pts = erzielte Scorerpunkte; SM oder PIM = erhaltene Strafminuten; +/− = Plus/Minus-Bilanz; PP = erzielte Überzahltore; SH = erzielte Unterzahltore; GW = erzielte Siegtore; 1 Play-downs/Relegation; Kursiv: Statistik nicht vollständig)